# Jaakko Niemi
Jaakko Tapio Niemi (ur. 28 listopada 1961 w Valkeala) – fiński biathlonista. W Pucharze Świata zadebiutował 19 stycznia 1989 roku w Borowcu, gdzie zajął 55. miejsce w biegu indywidualnym. Dwa razy stawał na podium indywidualnych zawodów PŚ: 11 marca 1993 roku w Östersund i 14 grudnia 1994 roku w Bad Gastein był trzeci w biegu indywidualnym. W pierwszych zawodach uległ tylko Niemcowi Markowi Kirchnerowi i Mikaelowi Löfgrenowi ze Szwecji, w drugich wyprzedzili go Patrice Bailly-Salins, a w ostatnich wyprzedzili go Włoch Patrick Favre i Wadim Saszurin z Białorusi. Najlepsze wyniki osiągnął w sezonie 1992/1993, kiedy zajął 24. miejsce w klasyfikacji generalnej. W 1992 roku wziął udział w igrzyskach olimpijskich w Albertville, zajmując 57. miejsce w sprincie i ósme w sztafecie. Zajął też między innymi 43. miejsce w sprincie podczas mistrzostw świata w Ruhpolding w 1996 roku.

## Osiągnięcia

### Igrzyska olimpijskie
| Rok  | Miejscowość | Konkurencje | Konkurencje | Konkurencje | Konkurencje | Konkurencje | Konkurencje | Konkurencje |
| Rok  | Miejscowość | IN          | SP          | PU          | MS          | RL          | MR          | SR          |
| ---- | ----------- | ----------- | ----------- | ----------- | ----------- | ----------- | ----------- | ----------- |
| 1992 | Albertville | –           | 57.         | nd.         | nd.         | 8.          | nd.         | –           |

### Mistrzostwa świata
| Rok  | Miejscowość | Konkurencje | Konkurencje | Konkurencje | Konkurencje | Konkurencje | Konkurencje | Konkurencje |
| Rok  | Miejscowość | IN          | SP          | PU          | MS          | RL          | MR          | SR          |
| ---- | ----------- | ----------- | ----------- | ----------- | ----------- | ----------- | ----------- | ----------- |
| 1993 | Borowec     | 76.         | –           | nd.         | nd.         | –           | nd.         | –           |
| 1995 | Anterselva  | 76.         | –           | nd.         | nd.         | –           | nd.         | –           |
| 1996 | Ruhpolding  | –           | 43.         | nd.         | nd.         | –           | nd.         | –           |

### Puchar Świata

#### Miejsca w klasyfikacji generalnej
| Sezon     | Miejsce |
| --------- | ------- |
| 1988/1989 | ?       |
| 1990/1991 | ?       |
| 1991/1992 | 58.     |
| 1992/1993 | 24.     |
| 1993/1994 | 68.     |
| 1994/1995 | 41.     |
| 1995/1996 | -       |
| 1996/1997 | -       |

#### Miejsca na podium chronologicznie
| Lp. | Dzień      | Rok  | Miejscowość | Konkurencja                | Lokata | Pudła   | Czas biegu | Strata  | Zwycięzca     |
| --- | ---------- | ---- | ----------- | -------------------------- | ------ | ------- | ---------- | ------- | ------------- |
| 1.  | 11 marca   | 1993 | Östersund   | Bieg indywidualny na 20 km | 3.     | 0+1+1+1 | 59.42,1    | +1:06,6 | Mark Kirchner |
| 2.  | 14 grudnia | 1994 | Bad Gastein | Bieg indywidualny na 20 km | 3.     | 0+1+0+1 | 59:16,9    | +27,6   | Patrick Favre |